# Supraîncălzire
Supraîncălzirea este un fenomen de creștere a temperaturii într-un circuit electric (sau o porțiune a unui circuit). Supraîncălzirea cauzează deteriorarea componentelor circuitului și poate provoca incendiu, explozie sau vătămări. Daunele cauzate de supraîncălzire sunt de obicei ireversibile; adică singurul mod de a repara este înlocuirea unor componente.

## Cauze
La supraîncălzire temperatura piesei crește peste temperatura normală de funcționare. Supraîncălzirea poate avea loc:
1. dacă căldura este produsă într-o cantitate mai mare decât era de așteptat (cum ar fi în cazul unor scurtcircuite sau aplicarea unei tensiuni mai mari decât cea nominală) sau
2. dacă disiparea căldurii este slabă, astfel încât căldura produsă în mod normal nu este evacuată corect.

Supraîncălzirea poate fi cauzată de orice defecțiune accidentală a circuitului (cum ar fi scurtcircuitul sau scânteia), sau poate fi cauzată de o proiectare sau fabricare greșită (cum ar fi lipsa unui sistem adecvat de disipare a căldurii).
Datorită acumulării de căldură, sistemul atinge un echilibru al acumulării de căldură vs. disipație, la o temperatură mult mai ridicată decât se aștepta.
|                                                                            |
| Un scurtcircuit cauzat de supratensiune aruncă în aer un circuit integrat. |

| |
| Încălzirea (prin efect Joule) sau încălzirea rezistivă este uneori utilă, cum ar fi într-o bobină de încălzire. Însă încălzirea prin efect Joule are loc, într-o oarecare măsură, în toate părțile conductoare ale unui circuit |

|                                            |
| imagine în infraroșu a unui motor electric |

|                                       |
| Un arc electric creat între două cuie |

|                                                                                                  |
| Arcul electric (scânteie) între două fire. Poate provoca supraîncălzire și aprindere (incendiu). |

|                                                                      |
| Pe firele neizolate, copacii au facilitat scurtcircuitul în furtuni. |

| |
| Un izolator poate suporta doar o anumită tensiune, peste care are loc o defecțiune a izolatorului. Relația tensiune-curent înainte de defecțiune. |

| |
| Electricitate aplicată pentru aprinderea deșeurilor într-un incinerator. La fel s-ar putea întâmpla într-un circuit sau clădire. |

## Măsuri de precauție

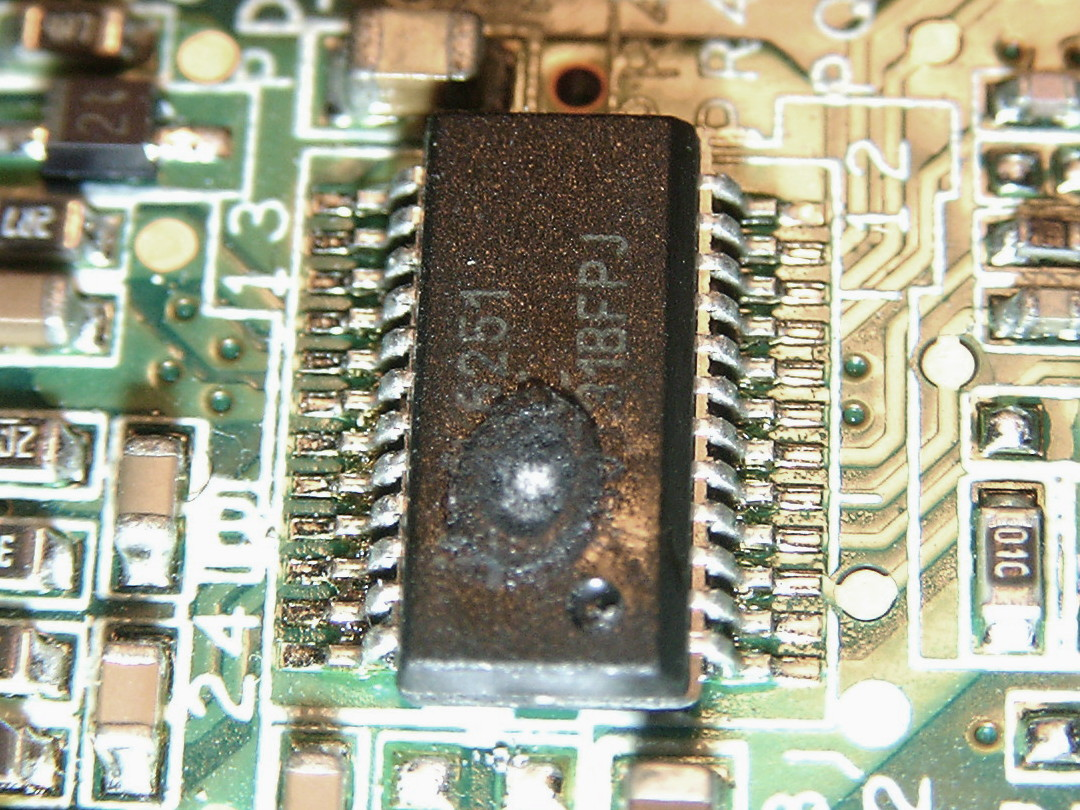
Voltage with wrong polarity has caused massive overheating of the chip, consequently melting the plastic casing.

### Utilizarea întrerupătorului sau siguranței
Întrerupătoarele amplasate în diferite porțiuni ale circuitului (în serie la calea curentului va afecta). Dacă trece mai mult decât se preconizează întreruptorul, acesta „deschide” circuitul și își oprește tot curentul. Siguranța este un fel de întrerupător de circuit utilizat pe scară largă, care implică efectul direct al supraîncălzirii prin efect Joule. O siguranță fuzibilă este întotdeauna plasată în serie, cu calea curentului în cazul pe care o va afecta.